# Орден Альберта (Саксонія)
Орден Альберта (Саксонія) також Орден Альбрехта (нім. Albrechts-Orden) — орден, нагорода Саксонського королівства. Був заснований 31 грудня 1850 року королем Саксонії Фрідріхом Августом II на честь саксонського герцога Альбрехта III для нагородження за воєнні та громадські заслуги перед королівством.